# Rektyfikacja (górnictwo)
Rektyfikacja – przywrócenie stanu poprzedniego, w szczególności w odniesieniu do naprawy szkód górniczych, czyli szkód powstałych w wyniku prowadzenia przez kopalnie wydobycia kopalin. Stosowane najczęściej w celu opisania działań takich jak pionowanie budynków, pionowanie urządzeń technicznych (np. słupów elektroenergetycznych, masztów telekomunikacyjnych, radiowych itp.)